# Steve J. Palmer
Steve J. Palmer (New Hartford, New York, 8 november 1975) is een Amerikaanse acteur. Hij is het meeste bekend door zijn werk in de Red Dead videogames van Rockstar Games, waar hij de rol van Bill Williamson had. Hierbij deed hij ook de motion capture. Hij kwam voor in Red Dead Redemption uit 2010 en in de Prequel uit 2018, Red Dead Redemption 2.

## Biografie
Palmer werd geboren in 1975 in New Hartford, en hij groeide op in Daytona Beach in Florida. Nadat hij naar de Seabreeze High School was gegaan, ging hij ''Fine Arts'' studeren op de University of South Carolina Aiken.

## Filmografie

### Films
| Jaar | Titel                  | Rol                        |
| ---- | ---------------------- | -------------------------- |
| 2007 | Kill Your Inner Child  | Adam                       |
| 2016 | Moonbound24: The Movie | Professor Avil Solemncrest |
| 2019 | La influencia          | Notario                    |

### Series
| Jaar | Titel                               | Rol                        |
| ---- | ----------------------------------- | -------------------------- |
| 2005 | Deconstruction: House of the Future | The Construction Guy       |
| 2006 | Deadwood                            | Hearst Bodyguard           |
| 2006 | Emily's Reasons Why Not             | Karaoke bar patron         |
| 2014 | House of Lies                       | Barman                     |
| 2014 | Queen Gorya                         | Terry Bowman               |
| 2017 | Moonbound24: The Webseries          | Professor Avil Solemncrest |
| 2019 | Le Bazar de la Charité              | Janvier, Jacques           |

### Videogames
| Jaar | Titel                 | Rol             |
| ---- | --------------------- | --------------- |
| 2010 | Red Dead Redemption   | Bill Williamson |
| 2018 | Red Dead Redemption 2 | Bill Williamson |